# Aloïs De Graeve

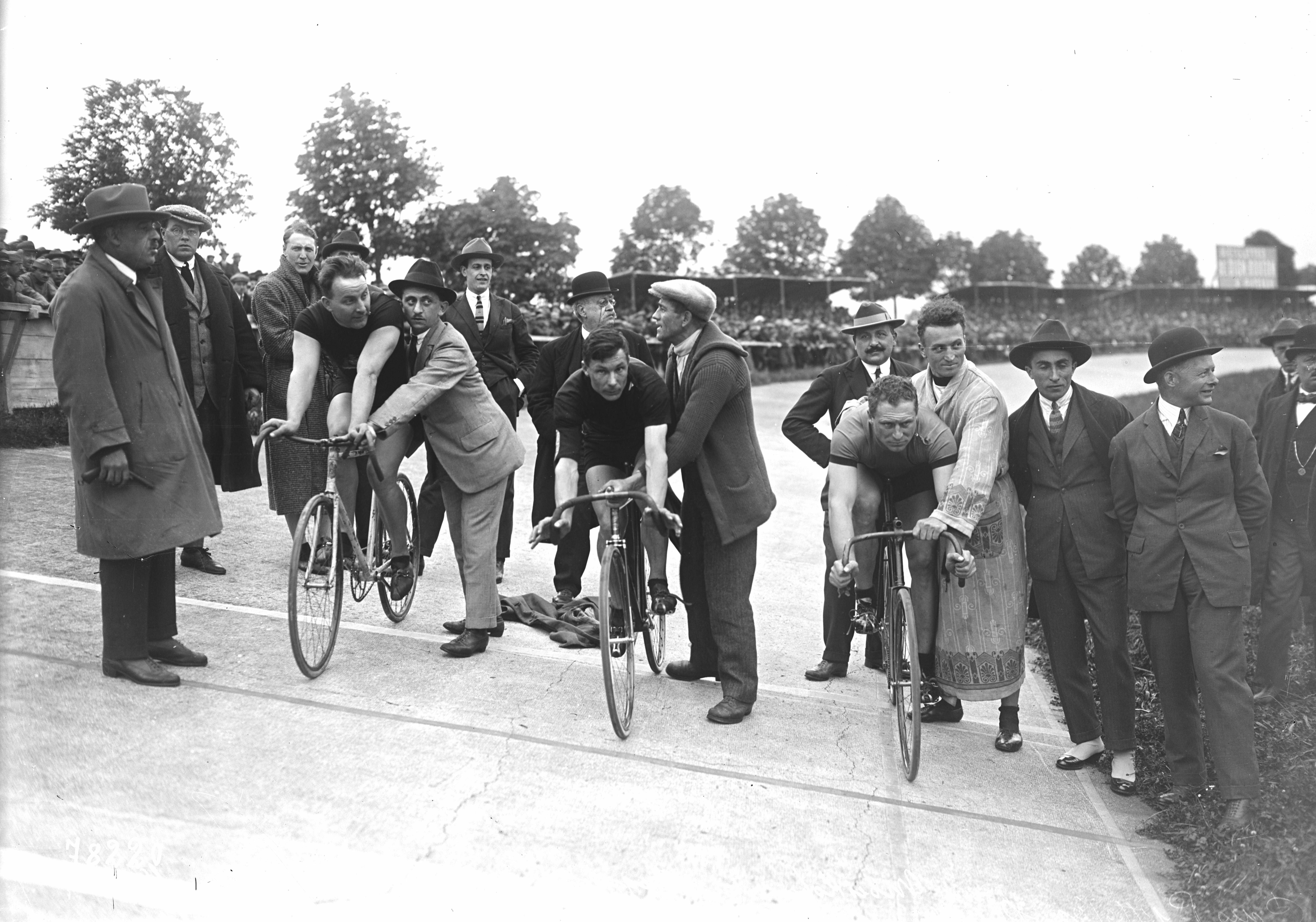
Finale du Championnat du monde de vitesse 1922, de d à g. Piet Moeskops, Aloïs De Graeve et Robert Spears

Aloïs De Graeve, né le 26 janvier 1896 à Klerken et mort le 2 juillet 1970 à Anvers, est un coureur cycliste sur piste belge.

## Biographie
Il remporte sept fois le championnat de Belgique de vitesse. Aux championnats du monde sur piste en 1922, il termine troisième du sprint professionnel. En 1924, il remporte le Grand Prix de Reims, l'une des plus anciennes compétitions de vitesse sur piste en France. En 1925, il prend la deuxième place du Grand Prix de l'UVF et en 1929, la troisième place. Il a également participé à 27 courses de six jours ; En 1926, il termine second à Bruxelles avec Emile Thollembeek et troisième à Dortmund avec Marcel Buysse .

## Palmarès sur piste

### Championnats du monde
- Liverpool/Paris 1922
  -  Médaillé de bronze de vitesse professionnel

### Championnats nationaux
- Champion de Belgique de vitesse : 1922[1], 1923[2], 1924, 1925, 1927, 1928 et 1929

### Six jours
- Bruxelles : 2e en 1925 avec Emile Thollembeek

### Grand Prix
- Grand Prix de Reims : 1924
- Prix Goullet-Fogler : 1925 avec  Denis Verschueren